# Železniško postajališče Šentvid pri Grobelnem
Železniško postajališče Šentvid pri Grobelnem je eno izmed železniških postajališč v Sloveniji, ki oskrbuje bližnje naselje Šentvid pri Grobelnem.